# 하우스 오브 아누비스
하우스 오브 아누비스(House of Anubis)는 2011년 1월 1일부터 2013년 6월 17일까지 니켈로디언에서 방영된 미스터리 텔레비전 시리즈이다.

## 줄거리
미국인 소녀가 영국의 기숙학교에서 생활하면서 겪게 되는 모험 이야기로 구성이 되어 있다.

## 캐스트
- 나탈리아 라모스 - Nina Martin
- 브래드 카바나 - Fabian Rutter
- 제이드 램지 - Patricia Williamson
- 애나 멀보이 텐 - Amber Millington
- 유진 사이먼 - Jerome Clarke
- 앨릭스 소이어 - Alfie Lewis
- 테이지 댄라지 - Mara Jaffray
- 보비 록우드 - Mick Campbell
- 클라리자 클레이턴 - Joy Mercer
- 버클리 더필드 - Eddie Miller